# Rudolfstein (Fichtelgebirge)
Der Rudolfstein ist ein bewaldeter Berg im nordöstlichen Schneebergmassiv des Fichtelgebirges, südlich von Bad Weißenstadt. Er liegt am Höhenweg auf 866 m ü. NHN. Im Gipfelbereich gibt es mehrere durch Wollsackverwitterung geschichtete Felsformationen aus Zinngranit, die ein geschütztes Naturdenkmal bilden. Auf den höchsten Felsturm führt seit 1890 eine Treppe. Eingebettet in die Felsformation stand dort eine kleine Burg (Burgstall Rudolfstein), die fast spurlos verschwunden ist.
Der Rudolfstein ist im Frühjahr und Herbst wegen seines Laubholzbestandes ein beliebtes Wanderziel. Ausgangsorte für Wanderungen sind Weißenstadt (Höhenweg) und die Ortsteile Meierhof oder Schönlind (Blaupunktweg). Auf dem Gipfel hat man eine schöne Aussicht auf den Weißenstädter See.

## Geschichte
Im Jahr 857 soll der fränkische Pfalzgraf Rudolf, von dem der Berg seinen Namen erhielt, im Nordgau die erste Befestigungsanlage errichtet haben, was urkundlich nicht nachweisbar ist. Am Nordhang fand einstmals reger Zinnabbau statt.
Die erste urkundliche Erwähnung einer Burg, des „Schlosses Rudolfstein“, stammt aus dem Jahr 1317, als Graf Berthold von Henneberg das Schloss mit den dazugehörigen Orten einschließlich Weißenkirchens (Weißenstadt) als Reichslehen erhielt (siehe auch: Hennebergisches Lehensverzeichnis). Er belehnte die Brüder Heinrich, Friedrich, Arnold, Eberhard und Haymann von Hirschberg mit den Gütern. Die Hirschberger ließen sich zu Übergriffen auf die benachbarten Gebiete des Klosters Waldsassen hinreißen, daraufhin soll die Erstürmung und Zerstörung des Schlosses erfolgt sein. Am 22. Januar 1333 bekundeten die Hirschberger, dass sie ihre Güter zurückerhalten hatten und Amtleute von Rudolfstein und Weißenstadt waren. 1347 erwarben die Burggrafen von Nürnberg den Rudolfstein und die zugehörigen Güter. Wann die Burg tatsächlich zerstört wurde, ist nicht eindeutig nachzuweisen, nach 1485 wird sie nicht mehr in den Akten erwähnt. Im Spanischen Erbfolgekrieg 1703, als der Markgraf Christian Ernst von Bayreuth mit dem Kaiser gegen Bayern zog, wurde auf dem Rudolfstein eine Wache mit Lärmfeuer eingerichtet. Der Kartograph Johann Christoph Stierlein stellte 1816 eine erstmals sehr präzise Karte des Rudolfssteins mit den noch vorhandenen Spuren einer Burganlage fertig.

## Geotop
Der Rudolfstein-Gipfel ist vom Bayerischen Landesamt für Umwelt als wertvolles Geotop (Geotop-Nummer: 479R021) und als Naturdenkmal ausgewiesen.